# Обикновен кипарис
Обикновеният кипарѝс (Cupressus sempervirens), също Средиземноморски кипарис, е вечнозелено иглолистно дърво от семейство Кипарисови (Cupressaceae). Естествено разпространен е в Средиземноморието и Близкия изток. Вирее в субтропичен климат. Кипарисът е средно високо дърво (максимална височина до 35 метра) с дълъг живот - има данни за отделни екземпляри на възраст, надвишаваща 1 000 години. Листата му са люспести иглоподобни образувания с дължина 2 - 5 мм, формиращи се върху заоблени (напречно сечение) клонки. Короната на средиземноморския кипарис е тясна (колоновидна) и гъста, с листна маса в тъмнозелен цвят. Шишарките са дребни, с овална форма, узряват за 2 години. Семената се съдържат във вътрешността на шишарката. В ролята си на декоративно дърво, обикновеният кипарис е характерен елемент от облика на Стария свят.

## Галерия
- Кора
- Листа
- Шишарка
- Семена